# 羅相浩
羅相浩（Na Sang-ho，1996年8月12日—）是南韓的職業足球運動員，司職前鋒，現效力於J1聯賽球會町田澤維亞。

## 國家隊生涯
2022年11月，韓國隊宣布了2022年國際足總世界盃的最終陣容，羅相浩為其中一員。

## 榮譽

### 國家隊
韓國U23
- 亞洲運動會足球比賽: 2018

韓國
- 東亞足球錦標賽: 2019

### 個人
- K2聯賽最有價值球員: 2018
- K2聯賽神射手: 2018
- K2聯賽最佳十一人: 2018

## 外部連結
- 日本職業足球聯賽中的羅相浩 （日語）
- 羅相浩在 kleague.com上的出场纪录（韓語）